# Брайс (Огайо)
Брайс (англ. Brice) — селище (англ. village) в США, в окрузі Франклін штату Огайо. Населення — 93 особи (2020).

## Географія
Брайс розташований за координатами 39°55′4″ пн. ш. 82°49′55″ зх. д. / 39.91778° пн. ш. 82.83194° зх. д. (39.917823, -82.831827).  За даними Бюро перепису населення США в 2010 році селище мало площу 0,25 км², з яких 0,25 км² — суходіл та 0,00 км² — водойми. В 2017 році площа становила 0,23 км², з яких 0,23 км² — суходіл та 0,00 км² — водойми.

## Демографія
Згідно з переписом 2010 року, у селищі мешкало 114 осіб у 41 домогосподарстві у складі 27 родин. Густота населення становила 448 осіб/км².  Було 44 помешкання (173/км²).
Расовий склад населення:
| - 78,1 % — білих - 10,5 % — чорних або афроамериканців - 1,8 % — азіатів - 0,9 % — вихідців з тихоокеанських островів |

До двох чи більше рас належало 7,9 %. Частка іспаномовних становила 0,0 % від усіх жителів.
За віковим діапазоном населення розподілялося таким чином: 26,3 % — особи молодші 18 років, 61,4 % — особи у віці 18—64 років, 12,3 % — особи у віці 65 років та старші. Медіана віку мешканця становила 40,0 року. На 100 осіб жіночої статі у селищі припадало 93,2 чоловіків;  на 100 жінок у віці від 18 років та старших — 86,7 чоловіків також старших 18 років.
Середній дохід на одне домашнє господарство  становив 59 030 доларів США (медіана — 53 750), а середній дохід на одну сім'ю — 57 148 доларів (медіана — 58 250). За межею бідності перебувало 12,7 % осіб, у тому числі 8,3 % дітей у віці до 18 років та 0,0 % осіб у віці 65 років та старших.
Цивільне працевлаштоване населення становило 51 осіб. Основні галузі зайнятості: транспорт — 17,6 %, публічна адміністрація — 13,7 %, роздрібна торгівля — 11,8 %, виробництво — 11,8 %.